# ناحیه سعن
ناحیه سعن (به عربی: ناحیة السعن) یک ناحیه در سوریه است که در منطقه سلمیه واقع شده‌است. ناحیه سعن ۱۴٬۳۶۶ نفر جمعیت دارد.